# 東京メトロ丸ノ内線
丸ノ内線（まるのうちせん）は、東京都豊島区の池袋駅から杉並区の荻窪駅までを結ぶ本線と、中野区の中野坂上駅から杉並区の方南町駅までを結ぶ分岐線（通称：方南町支線）から構成される、東京地下鉄（東京メトロ）が運営する鉄道路線である。『鉄道要覧』における名称は4号線丸ノ内線および4号線丸ノ内線分岐線。なお、新宿 - 荻窪間と中野坂上 - 方南町間は1972年（昭和47年）まで荻窪線（おぎくぼせん）あるいは荻窪線分岐線と呼ばれていた。
路線名の由来は、東京駅付近の地名である丸の内より。1970年（昭和45年）の住居表示制度実施より千代田区の「丸ノ内」は「丸の内」へと表記が変更されたが、地下鉄線の表記はそれ以降も「丸ノ内線」のまま変更されていない。
車体および路線図や乗り換え案内で使用されるラインカラーは「スカーレット」（#f62e36、赤）。路線記号は本線がM、分岐線がMb（2016年11月中旬まではm）。

## 概要
本線は池袋駅から東京駅を経て新宿駅まで山手線の内側を「コ」の字形に走行し、新宿駅からはそのまま直線的に荻窪駅まで走るルートをとる。分岐線は、本線の中野坂上駅から分岐し、方南町駅まで至る。分岐線の途中に中野車両基地があり、入出庫を兼ねた運用も存在する。使用車両は2000系である。

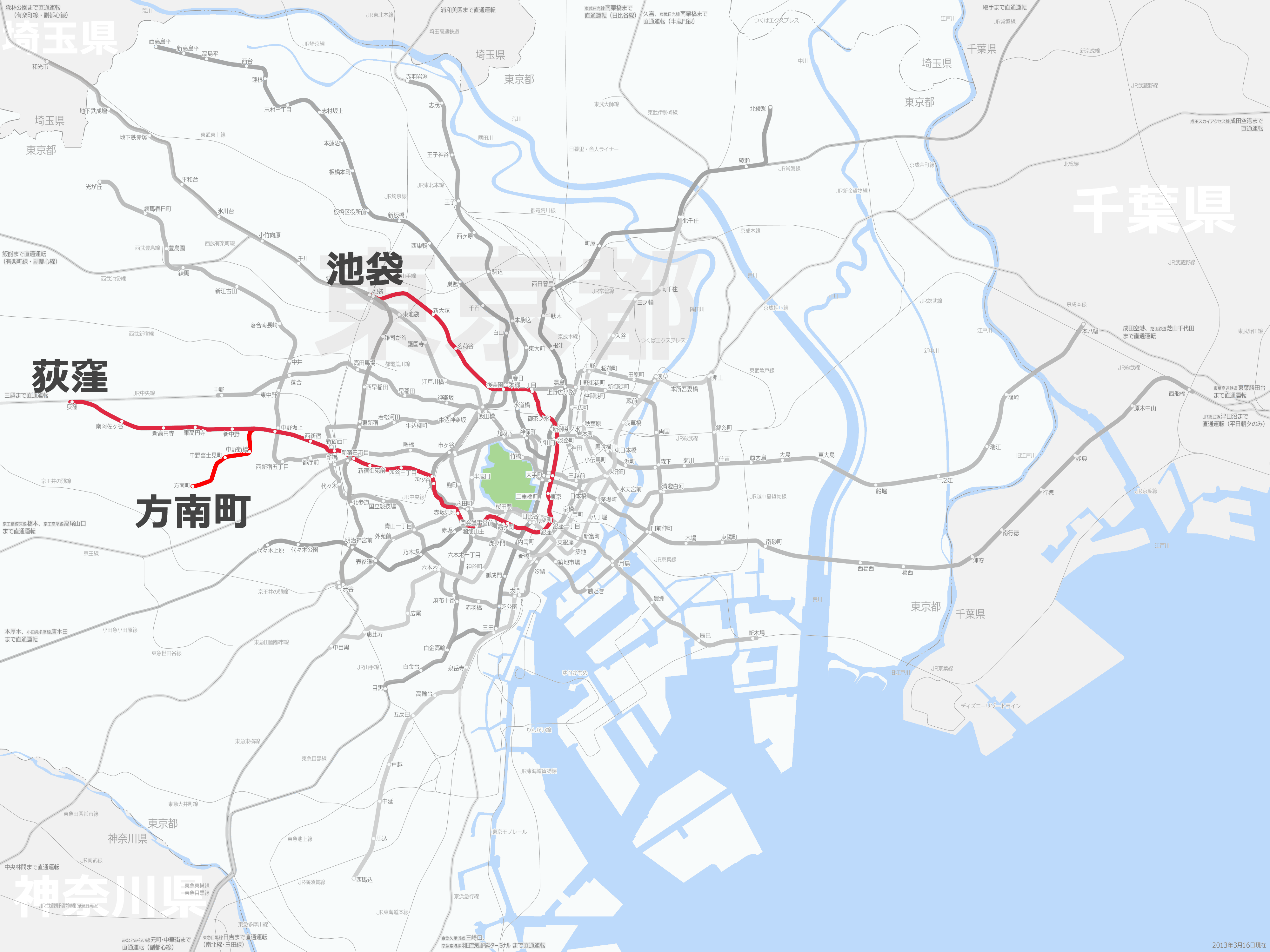
丸ノ内線の位置

東京地下鉄の路線では銀座線とこの丸ノ内線のみ標準軌で、第三軌条集電方式を採用している。このため、駅や分岐器の前後にデッドセクションが存在するが、丸ノ内線では02系以前から、銀座線より分岐線用に転用された2000形（2000系とは別）をのぞいて車両に電動発電機 (MG) を搭載することで室内灯の消灯を防止していた。
なお、丸ノ内線の建設以降は郊外各線との直通を行う方針に沿う形で架空線式にて建設されたため、東京の地下鉄としては最後の第三軌条方式の路線となった。
規格の違いにより他路線との営業車両による直通運転は行われていないが、赤坂見附駅の国会議事堂前駅側に銀座線との渡り線があり、同線車両の点検整備や留置のために中野工場や中野検車区小石川分室へ回送される列車が通る。過去には同線車両による隅田川花火大会（「花火ライナー」荻窪発浅草行や「新春浅草・荻窪号」）などのイベント臨時列車運行時に利用されることがあった。ただし、銀座線のトンネルは丸ノ内線のトンネルより小さいため、物理的な理由で丸ノ内線の車両が銀座線に入線することはない。

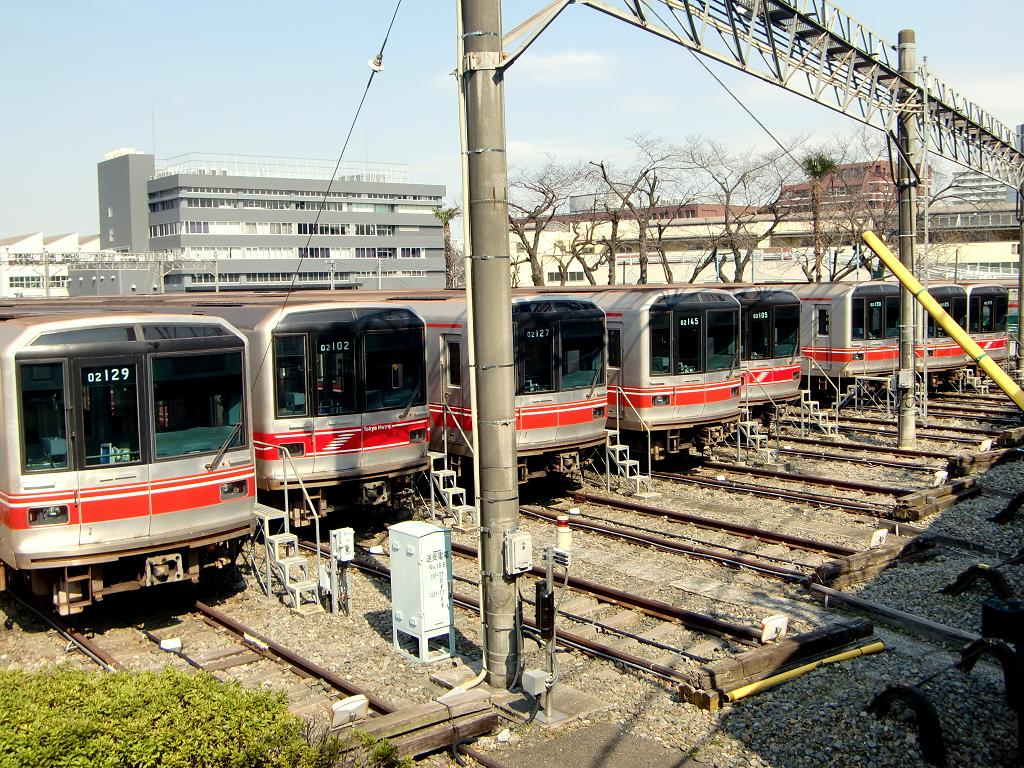
中野車両基地に並ぶ02系
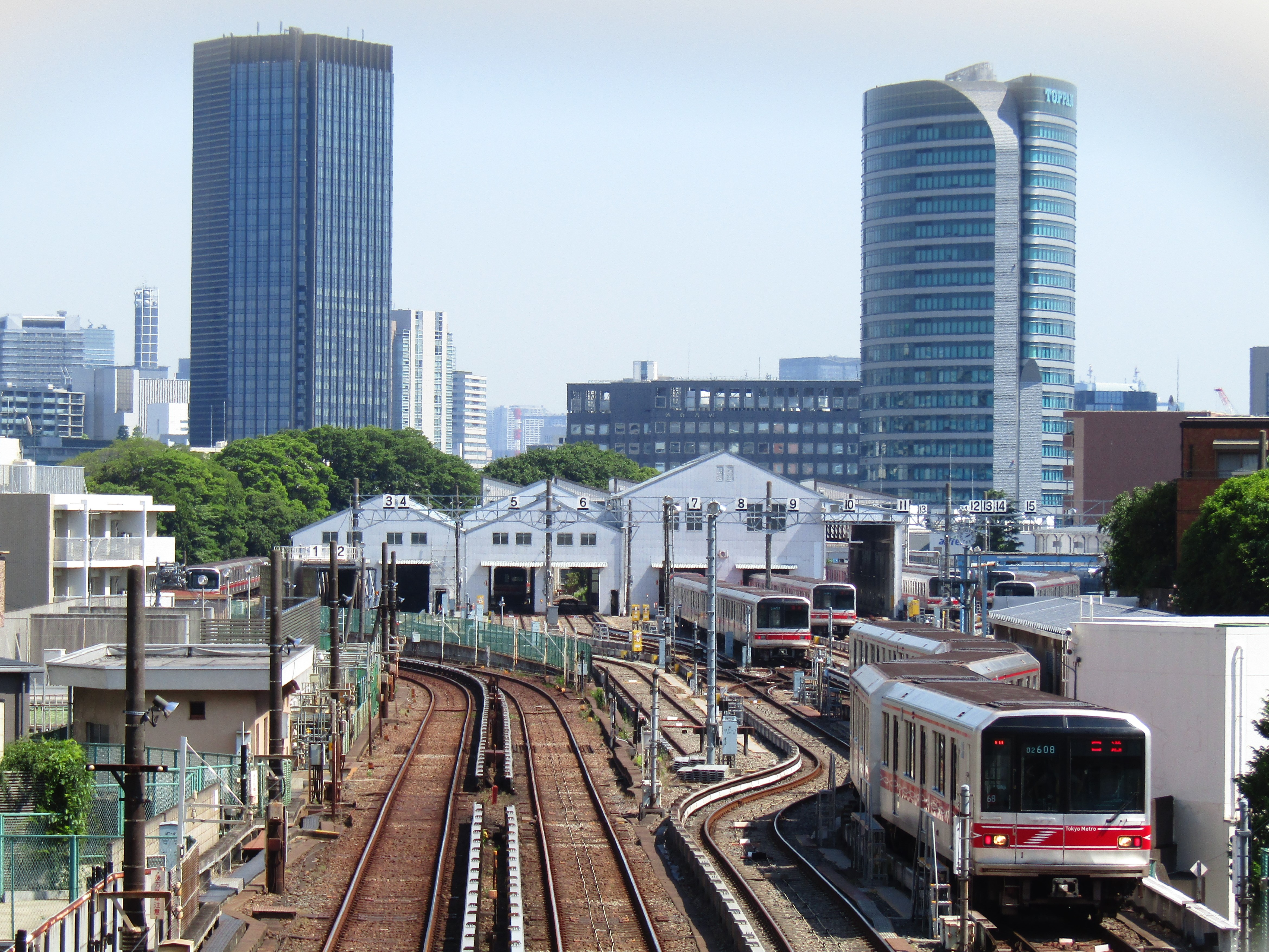
小石川車両基地に並ぶ02系

また、都心部の地形の起伏の関係で茗荷谷 - 後楽園間、御茶ノ水 - 淡路町間の神田川橋梁、四ツ谷駅付近と、地上走行区間がこまめに存在することも特徴の一つである。また、地下鉄は用地買収の都合から公道の地下を通す場合が多いが、当路線は私有地の地下を通過する部分が多い。
1995年3月20日に霞ケ関駅などで発生した無差別テロ事件「地下鉄サリン事件」の現場となった路線の一つであり、多数の死傷者を出している。

## 路線データ
- 路線距離（営業キロ）：
  - 本線：池袋駅 - 荻窪駅間 24.2 km（うち地上部：2.2 km）[1]
  - 分岐線：中野坂上駅 - 方南町駅間 3.2 km[1]
- 軌間：1,435 mm[1]
- 駅数：28駅（本線25駅（起終点駅含む）・分岐線3駅（中野坂上駅を除く））[1]
- 複線区間：全線
- 電化区間：全線（直流600 V、第三軌条方式）[1]
- 閉塞方式：CBTC・ATO（全線）
  - 2010年度までに本線・分岐線の全列車が自動列車運転装置 (ATO) にて自動運転を行っている[11]。
  - 2024年12月7日からCBTCの稼働が開始された[報道 1]。2022年11月から四ツ谷駅 - 荻窪駅間で走行試験を開始していた[報道 3]。
- 列車無線方式：誘導無線 (IR) 方式
- 最高速度：75 km/h（本線）・65 km/h（分岐線）（2021年4月1日現在）[1]
- 平均速度：37.2 km/h（本線）・34.9 km/h（分岐線）（2021年4月1日現在）[1]
- 表定速度：29.2 km/h（本線）・29.9 km/h（分岐線）（2021年4月1日現在）[1]
- 全線所要時分：49分40秒（本線）・6分25秒（分岐線）（2021年4月1日現在）[1]
- 最急勾配：35 ‰
  - 本線の霞ケ関駅 - 四ツ谷駅間の各区間[6]と分岐線[12]（中野新橋駅 -  中野富士見町駅間を除く[12]）にある。
  - 本線ではないが、中野富士見町駅から中野車両基地への入出庫線には、50 ‰の急勾配がある[13]
- 車両基地：中野検車区、中野検車区小石川分室
- 工場：中野工場
- 地上区間：茗荷谷・後楽園・御茶ノ水・四ツ谷の各駅付近（後節参照）

### 建設費用
「丸ノ内線」として開業した池袋 - 新宿間の建設に要した費用は総額278億500万円（予定含む）である。主な内訳は用地費が12億8282万4000円、土木費が150億6922万6000円、諸建物費が8億8062万6000円、軌道費が6億7572万円、電気費が21億4551万円、車両費が37億8292万2000円、電車庫費が1億4635万1000円、測量監督費、総係費等が38億182万1000円である。
「荻窪線」として開業した新宿 - 荻窪間、中野坂上 - 方南町間の建設に要した費用は総額201億3050万円である。主な内訳は土木関係費が109億4146万8000円、電気関係費が14億190万5000円、車両関係費が46億3332万2000円、その他費用が31億5380万5000円である。

### 地上区間

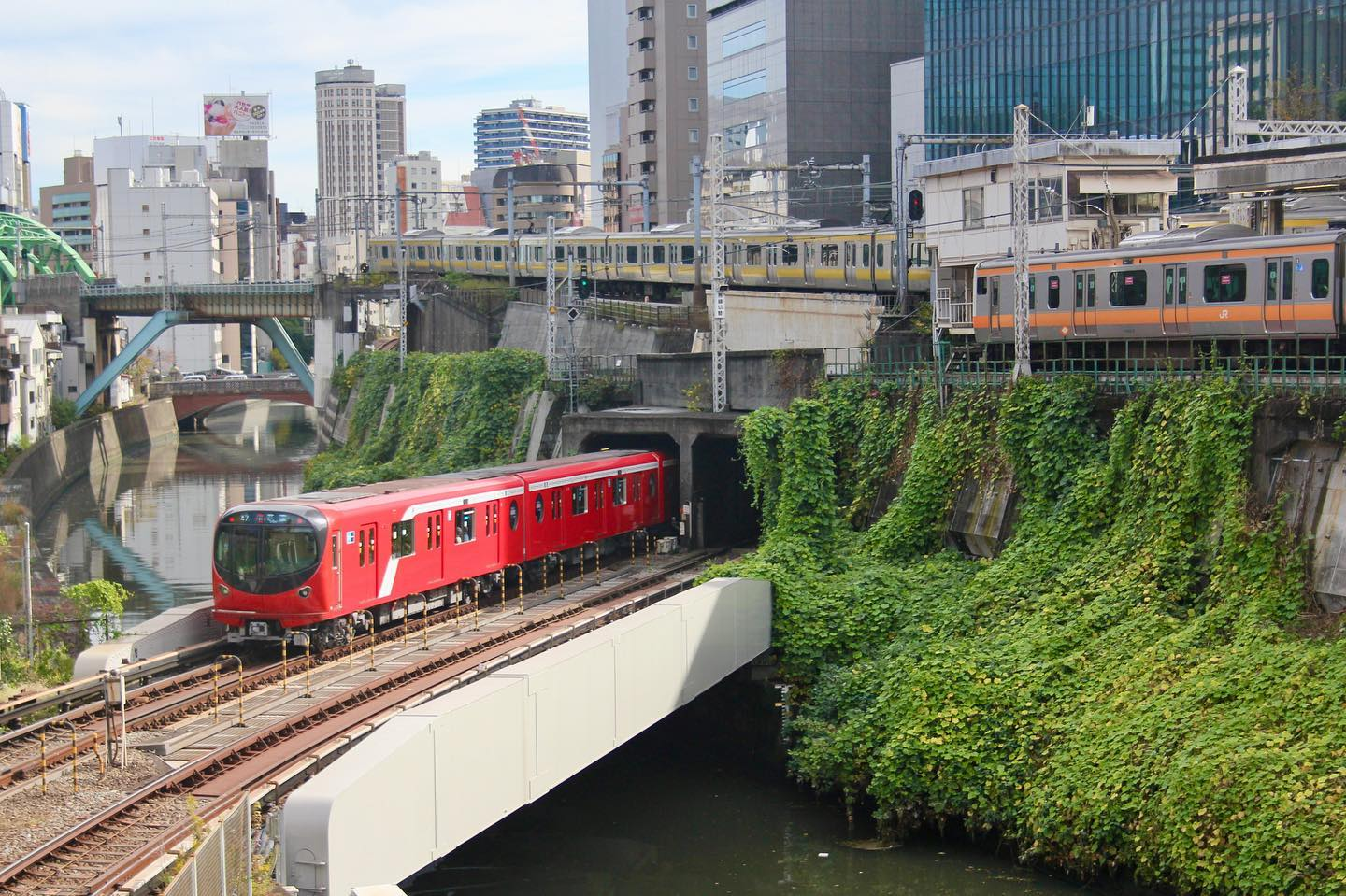
御茶ノ水駅付近

本路線の地上区間は計3か所ある。総計は2177.26 m（約2.2 km）である。
茗荷谷 - 後楽園付近：1797.02 m
茗荷谷駅 - 安藤坂道路のトンネル（正式なトンネル名ではない）入口までの延長1,133 m。途中の安藤坂道路と立体交差する箇所はトンネル構造（延長369 m）である。安藤坂道路のトンネル出口 - 後楽園駅 - 本郷三丁目駅に向かう延長664.02 m。
地上区間においては踏切とはせず、立体交差を原則としたことから、茗荷谷駅 - 安藤坂道路のトンネルまで、約1 kmの区間にもかかわらず7か所もの跨線橋があり、小石川車両基地付近は、築堤構造となることから交差道路4か所は道路函渠（どうろかんきょ）構造である。
この付近を地上に建設したのは、周辺の地形を考慮したこと、建設費用の削減、当時の後楽園駅には地下鉄5号線（東西線）が通る計画があり、この関係で駅位置が制約されたためである。計画変更で、地下鉄5号線（→後に地下鉄6号線（都営地下鉄三田線））は道路下に建設することとなり、問題はなくなった。
御茶ノ水駅付近神田川橋梁と御茶ノ水駅中央・総武線跨線橋：122.24 m（神田川橋梁付近82.1 m・御茶ノ水駅跨線橋約40.1 m）

御茶ノ水駅付近で神田川を橋梁で渡る。この区間は82.1 mで、神田川橋梁は横河橋梁製作所（現：横河ブリッジ）製、延長は36.0 mである。曲線半径180 mの区間にあり、淡路町駅方面に向かって下り18 ‰の勾配区間に位置することから、左右の橋台で65 cmの高低差がある。
中央快速線並びに中央・総武緩行線御茶ノ水駅の地下を横切るが、丸ノ内線建設史（上巻）によれば、この区間（延長約40.1 m）は地下区間ではなく、地上区間（跨線橋、鉄道同士の立体交差）となっている。丸ノ内線が地下を通過するにあたり、中央快速線はPC桁橋、中央・総武緩行線はコンクリートの壁式ラーメン構造で軌道を支持してから、丸ノ内線のトンネルを構築している。
四ツ谷駅付近258.0 m
赤坂見附駅 - 四谷見附（四ツ谷）間は、戦前に計画・太平洋戦争中に営団が建設に着手しており、国鉄中央線の地下を通す計画であったが、戦局の悪化に伴い中止となっていた（沿革の項目を参照）。戦前の計画では四ツ谷駅を地下で通すことから、その先の新宿方面は当時の防空対策（空襲対策）もあって地下深くを通る計画で、建設費用の大幅な増加が見込まれた。
しかし、戦後の計画では四ツ谷駅を地上（国鉄中央線の上を跨ぐ）で通すことで、新宿方面の地下トンネルは浅い構造となり、建設費用を大幅に節約することに繋がった。ただし、赤坂見附駅から四ツ谷駅に向かって、上り35 ‰の急勾配が約650 mにわたり連続することとなった。後年の南北線建設時、連絡通路の新設に伴って、新宿方面の地上区間には人工地盤が設けられている。

## 沿革

### 戦前
1925年（大正14年）3月30日、当時の内務省が告示した「東京都市計画高速度交通機関路線網」の5路線のうち、第4号線新宿駅 - 四谷見附 - 日比谷 - 築地 - 蛎殻町 - 御徒町 - 本郷三丁目 - 竹早町（文京区小日向付近） - 大塚駅間20.0 kmに位置付けられたルートを前身とする路線である。
東京23区の前身にあたる東京市は前述の「内務省告示第56号」に基づいて、同年5月16日に第4号線新宿 - 大塚間の路線免許を取得する。東京市は市営地下鉄建設の第1期計画として、第3号線渋谷 - 巣鴨間と第5号線池袋  - 洲崎間の建設に着工しようとするが、東京市には多額の公債があり、財政悪化を懸念した内務省と大蔵省の反対があり、許可を得ることができなかった。
東京市は1932年（昭和7年）10月に都市計画第3号線渋谷駅 - 桜田本郷（現・西新橋付近） - 東京駅前間（8.4 km）および都市計画第4号線新宿 - 四谷見附 - 日比谷 - 築地間の（7.3 km）路線免許（全区間ではなく一部の区間）を、東京横浜電鉄（東急電鉄の前身）系列の総帥、五島慶太が率いる東京高速鉄道に譲渡した。このうち第3号線渋谷 - 新橋間は東京高速鉄道線（現在の銀座線）として開業している。
さらに東京高速鉄道は1937年（昭和12年）2月、第3号線と第4号線を結ぶ連絡線を計画し、四谷見附 - 赤坂見附間（1.4 km）の路線免許を取得する。この計画に合わせて1938年（昭和13年）に開業した赤坂見附駅は、当初から二層構造となっている。

### 営団地下鉄の設立
帝都高速度交通営団（営団地下鉄）が設立され、1941年（昭和16年）9月1日に東京市・東京高速鉄道が所有していたすべての路線免許は営団地下鉄へ有償譲渡された。
営団設立後の1941年（昭和16年）12月8日、太平洋戦争が始まったが、営団地下鉄は設立の使命である地下鉄新路線の建設計画を進めた。緊急施工路線として第4号線新宿 - 東京間を建設することとし、四谷見附 - 赤坂見附間を1942年度（昭和17年度）着工、1945年度（昭和20年度）完成、新宿 - 四谷見附間および赤坂見附 - 東京間を1943年度（昭和18年度）着工、1946年度（昭和21年度）完成予定とした。車両120両および新宿車庫計画を含めた建設費用は1億4050万円を計画した。
続いて第4号線東京 - 池袋間（車両162両を含めた建設費用は1億5,506万8,000円）、「五反田線」築地 - 五反田間（車両118両を含めた建設費用は1億1544万6000円）を1942年度（昭和17年度）より順次着工、1947年（昭和22年）以降の完成を目途に建設することを計画した。
そして、1942年（昭和17年）6月5日に四谷見附 - 赤坂見附間の起工式を行い、弁慶濠付近の建設に着手したが、太平洋戦争の戦局悪化により資金、資材、労働力が不足したことから、1944年（昭和19年）6月に建設工事は中止した。

### 戦後
戦後の1946年（昭和21年）12月7日、戦前の「東京都市計画高速度交通機関路線網」（内務省告示第56号）を改訂した戦災復興院告示第252号「東京復興都市計画高速鉄道網」が告示され、戦後の第4号線は「中野区富士見町 - 新宿駅 - 四ツ谷駅 - 赤坂見附 - 永田町 - 日比谷 - 東京駅 - 神田駅 - 御茶ノ水駅 - 本郷三丁目 - 富坂町 - 池袋駅 - 豊島区向原町」22.1 kmとされた。
この変更に伴い、営団地下鉄は免許済路線を告示第252号に合致させるため、1949年（昭和24年）4月28日に第4号線新宿 - 大塚間（大正14年5月16日取得）の起業目論見変更認可を申請し、同年5月23日に新宿 - 池袋間（16.86 km）の路線免許として変更認可を受けた。同年12月12日、営団地下鉄は第4号線のうち池袋 - 神田間7.7 kmの建設を決定し、1951年（昭和26年）3月30日、池袋駅東口で起工式が開催された。
1953年（昭和28年）11月4日には、国鉄神田駅付近を経由することが予算的、工期的、技術的に困難なことが明らかとなり、大手町を経由するルートへの変更を告示する。
このうち、最初に開業した池袋 - 御茶ノ水間は営団地下鉄（現・東京メトロ）銀座線、大阪市営地下鉄（現・Osaka Metro）御堂筋線・四つ橋線に次ぐ日本4番目の地下鉄として開業（第二次世界大戦後としては日本初）。その後、丸の内経由で新宿方面へ順次延伸され、1959年までに池袋 - 新宿間が全通した。
車両の塗色（1970年以降はラインカラー）として採用された赤色（スカーレット）は、当時の鈴木清秀営団総裁と東義胤運転部・車両部分掌理事が当路線の建設に先立って世界各国を視察した際に、飛行機の中で購入したイギリス製タバコの「ベンソン&ヘッジス」の缶の色に魅せられて決めたものである。

### 荻窪線の建設と向原方面への延伸
前述の戦災復興院告示第252号「東京復興都市計画高速鉄道網」において、新宿以西は車庫用地（中野車両基地）を確保していた中野富士見町へまっすぐ西進する予定とされ、池袋以西は豊島区向原町に至る路線であった。
都市交通審議会答申第1号に基づいて1957年（昭和32年）6月17日に告示された建設省告示第835号では、都市計画第4号線は「荻窪駅 - 馬橋（杉並区） - 高円寺 - 本町通 - 柏木 - 新宿駅 - 四ツ谷駅 - 永田町 - 霞ケ関 - 数寄屋橋 - 東京駅 - 御茶ノ水 - 本郷三丁目 - 茗荷谷 - 池袋駅 - 板橋区向原町」間27.4 kmの本線と「本町通三丁目 - 本郷通二丁目 - 本郷通三丁目 - 富士見町 - 方南町」間2.7 kmの分岐線とされた。すなわち、国鉄中央線の混雑緩和を目的として、青梅街道に沿って荻窪へ延伸することとなり、また車庫周辺の鉄道空白地帯解消を目的に、中野坂上より方南町へ至る分岐線を設けることとなった。同区間は荻窪線の路線名で1962年までに全通。当初より丸ノ内線・荻窪線で一体的な運行を行っていたが、1972年に荻窪線を丸ノ内線に編入し、現在の路線網を形成した。
銀座線と丸ノ内線は共通の運賃であったが、当初の荻窪線区間は別料金制（特殊運賃制度）としていた。銀座線・丸ノ内線の普通運賃は25円均一であったが、荻窪線の普通運賃は20円均一とし、銀座線・丸ノ内線から荻窪線を相互に乗車した場合には、均一運賃とはならず40円の割高な普通運賃になった（定期乗車券も同様に割高となっていた）。ただし、後に日比谷線が開業するなど路線延長に伴い均一運賃では不合理となることから、1961年（昭和36年）11月1日から営団地下鉄全線にキロ制運賃が導入された。
一方、池袋 - 向原間は長らく手付かずの状態であったが、営団地下鉄は1959年（昭和34年）8月、池袋 - 向原間の建設準備に着手することとした。1961年（昭和36年）11月27日、第4号線池袋 - 向原間の地方鉄道敷設免許を申請し、翌1962年（昭和37年）12月8日に同区間の路線免許を取得した。営団地下鉄は1962年（昭和37年）以降、第4号線池袋 - 向原間の建設工事に着手しようとするが、大蔵省から予算の認可が下りず、建設工事は行われなかった。
1962年（昭和37年）6月8日の都市交通審議会答申第6号、それを踏まえて8月29日に告示された建設省告示第2187号により、第4号線は「荻窪及び方南町の各方面より中野坂上、新宿、赤坂見附、西銀座（現・銀座駅）、春日町、池袋及び向原の各方面を経て成増方面に至る路線」に改訂された。しかし、1968年（昭和43年）4月10日の同答申第10号、それを踏まえて12月28日に告示された建設省告示第3731号により、第4号線の終点は成増から池袋へと短縮され、池袋以西の区間は第8号線（有楽町線）として分離された。
1990年代後半に荻窪から練馬区を経由し、朝霞方面への延伸に関する陳情が東京都議会で出されていたが、計画が具体化することなく結局消滅した。

### 年表
- 1925年（大正14年）
  - 3月30日：内務省より「東京都市計画高速度交通機関路線」の改訂が行われ、都市計画第4号線は新宿駅 - 大塚駅間として告示される[27]。
  - 5月6日：東京市は前述の告示に基づいて第4号線ほかの路線免許申請を行い、5月16日に取得する[28]。
- 1932年（昭和7年）10月1日：東京市が保有する第3号線渋谷 - 東京駅前間および第4号線新宿 - 築地間の路線免許を東京高速鉄道へ譲渡[28]。
- 1937年（昭和12年）2月12日：東京高速鉄道が四谷見附 - 赤坂見附駅間の路線免許を取得する（免許申請は1934年（昭和9年）10月）[28]。
- 1941年（昭和16年）9月1日：帝都高速度交通営団（営団地下鉄）が設立され（設立は7月4日）、東京市・東京高速鉄道が所有していた第4号線の路線免許が営団地下鉄に譲渡される[28]。
- 1942年（昭和17年）6月5日：赤坂見附 - 四谷見附間起工式[31]。
- 1944年（昭和19年）6月16日：赤坂見附 - 四谷見附間建設工事中止[44]。
- 1946年（昭和21年）12月7日：戦災復興院より「東京都市計画高速鉄道網」の改訂が行われ、第4号線は中野富士見町 - 向原町間の路線として告示される[27]。
- 1949年（昭和24年）12月12日：第4号線池袋 - 神田間建設決定[45]。
- 1951年（昭和26年）
  - 3月30日：池袋 - 神田間起工式[35]。
  - 4月20日：池袋 - 神田間着工[35]。
- 1952年（昭和27年）11月22日：建設計画を池袋 - 神田から池袋 - 御茶ノ水に変更[46]。
- 1953年（昭和28年）
  - 9月19日：御茶ノ水 - 西銀座（銀座）間建設計画決定[47]。
  - 10月30日：経由地を神田から淡路町へ変更認可[47]。
  - 12月1日：第4号線池袋 - 新宿間を丸ノ内線と呼称決定[47]。
- 1954年（昭和29年）
  - 1月20日：池袋（仮駅） - 御茶ノ水間 (6.4 km) 開業[47]。この時点では300形30両を新製して、朝夕の混雑時は3分30秒間隔、昼間は4分間隔で、いずれも3両編成で運転した[48]。ただし、4月1日からは朝混雑時以外は2両編成での運転となった[48]。池袋駅と新宿駅は仮駅設備で開業し、後年に本駅に切り替えられた（後述参照）。
  - 8月5日：御茶ノ水 - 東京間着工[49]。
- 1955年（昭和30年）8月29日：西銀座（銀座） - 新宿間建設計画決定[49]。
- 1956年（昭和31年）
  - 1月15日：東京 - 西銀座（銀座）間着工[50]。
  - 3月20日：御茶ノ水 - 淡路町間 (0.8 km) 開業[50]。延伸開業に合わせて400形を導入した[51]。この開業時は御茶ノ水駅の東京寄りにある両渡り線を使用して、A・B線交互の単線折り返し運転を行った[52]。
  - 7月20日：淡路町 - 東京間 (1.4 km) 開業[50]。朝混雑時のみ4両編成での運転が開始された[48]。
  - 8月28日：西銀座（銀座） - 新宿間着工[50]。
- 1957年（昭和32年）
  - 5月18日：第4号線新宿 - 荻窪間および分岐線中野坂上 - 方南町間建設決定[38]。
  - 12月15日：東京 - 西銀座（銀座）間 (1.1 km) 開業[53]。延伸開業に合わせて500形を導入した[51]。
- 1958年（昭和33年）
  - 3月1日：第4号線新宿 - 荻窪間および分岐線中野坂上 - 方南町間の地方鉄道敷設免許を取得[54]。
  - 10月15日：西銀座（銀座） - 霞ケ関間 (1.1 km) 開業[55]。この開業時は、西銀座 - 霞ケ関間のA線を使用して単線折り返し運転を行った[56][52]。これは小石川車両基地の拡張工事が完成しておらず、同区間のB線に新造車両15両を留置しておくためであった[52]。
- 1959年（昭和34年）
  - 3月14日：新宿 - 荻窪間および中野坂上 - 方南町間着工[55]。
  - 3月15日：霞ケ関 - 新宿（仮駅）間 (5.8 km) 開業、丸ノ内線（池袋 - 新宿間）全線開通[55]。朝夕の混雑時は4両編成で2分30秒間隔、昼間は4両または3両編成の4分間隔で運転した[57]。
- 1960年（昭和35年）
  - 10月21日：4号線新宿以西を荻窪線と呼称決定[58]。
  - 11月6日：池袋駅を仮駅（相対式ホーム）から本駅（島式ホーム）に切り替え[59][60]。
  - 11月28日：新宿駅を仮駅から本駅に切り替え[59]。これに伴い、朝ラッシュ時に5両編成の運転を開始した[59]。
- 1961年（昭和36年）
  - 2月8日：荻窪線の新宿 - 新中野間 (3.0 km)・中野坂上 - 中野富士見町間 (1.9 km) 開業[58]。運転本数は丸ノ内線池袋 - 新宿間の2本に1本が荻窪線まで直通運転し[61]、荻窪線内は朝混雑時は5両編成で4分45秒間隔、夕混雑時は4両編成で6分間隔、昼間は4両編成の8分間隔で運転した[61]。分岐線の線内折返し列車は2両編成で運転した[61]。
  - 11月1日：新中野 - 南阿佐ケ谷間 (3.1 km) 開業[62]。
- 1962年（昭和37年）
  - 1月23日：南阿佐ケ谷 - 荻窪間 (1.5 km) 開業、新宿 - 荻窪間が全通[63]。この時から6両編成の運転を開始した[64]。運転本数は朝夕の混雑時は丸ノ内線池袋 - 新宿間の2本に1本が、昼間は3本に2本が荻窪線まで直通運転し[61]、荻窪線内は朝混雑時は4分30秒間隔、夕混雑時および昼間は6分間隔で、4 - 6両編成で運転した[61][注釈 12]。
  - 3月23日：中野富士見町 - 方南町間 (1.3 km) 開業、荻窪線全線開通[63]。
- 1963年（昭和38年）11月1日：荻窪線内（新宿 - 荻窪間）終日6両編成での運転を開始[41]。
- 1964年（昭和39年）
  - 8月29日：日比谷線霞ケ関 - 東銀座間開通により西銀座駅を銀座駅に改称[65]、銀座線銀座駅と合わせて総合駅化。
  - 9月18日：東高円寺駅開業（新高円寺 - 新中野間）[65]。
- 1968年（昭和43年）5月 - 7月：分岐線用に使用していた100形車両10両を2000形10両に置き換え[66]。
- 1972年（昭和47年）4月1日：荻窪線を丸ノ内線に名称統一[67]。
- 1981年（昭和56年）11月16日：分岐線用車両を2両編成5本から3両編成6本に組み換え、輸送力増強を実施[68]。
- 1988年（昭和63年）10月17日：02系営業運転開始[69]。
- 1990年（平成2年）7月18日：冷房車両の運転を開始[70]。
- 1993年（平成5年）
  - 4月1日：02系の1編成を用い広告貸切列車「U-LINER」運行開始[71]（2005年9月運行終了）。
  - 7月6日：分岐線で2000形車両の営業運転を終了[72]。
  - 11月21日：後楽園第二架道橋の架替工事に伴い、始発から7時30分まで茗荷谷 - 御茶ノ水間を運休[73]。
- 1995年（平成7年）
  - 2月28日：本線での500形車両の営業運転を終了[新聞 1]。旧形車は分岐線用のみに[新聞 1]。
  - 3月20日：地下鉄サリン事件発生。
  - 7月23日：池袋駅分岐器交換工事に伴い、始発から21時まで池袋 - 新大塚間を運休、新大塚 - 茗荷谷間でB線を使用し2両編成の区間列車（旧形車使用）を運転[74]。
- 1996年（平成8年）
  - 5月28日：西新宿駅開業（中野坂上 - 新宿間）[75][新聞 2]。
  - 7月3日：分岐線で同区間専用の02系80番台営業運転開始[76]。
  - 7月18日：分岐線において500形車両の営業運転を終了[76]。丸ノ内線から旧形車が全廃された。7月20日にはさよなら運転（後楽園駅 - 中野車両基地間）が行われた[76]。これにより、線内の冷房化100%達成[75]。
- 1998年（平成10年）
  - 2月27日：保安装置を打子式ATSから全線で新CS-ATC化を実施[77]。本線の最高速度を65 km/hから75 km/hに向上[報道 4]。
  - 3月7日：新CS-ATC化を踏まえたダイヤ改正を実施[報道 4][77][78]。池袋 - 荻窪間を3分短縮[報道 4][78]。
- 2003年（平成15年）冬：開業50周年を記念して500形などで採用されていた赤い塗装を02系1編成（第50編成）にラッピング。車内および車体の広告はロッテ「ガーナチョコレート」で、車内自動放送開始時にはテーマソングをオルゴールの音色で流していた。翌2004年1月24日に臨時列車に運用され、その後翌2月25日から通常ダイヤに組み込んで運転したが、民営化と同時に運転を終了した。
- 2004年（平成16年）
  - 4月1日：帝都高速度交通営団の民営化により東京地下鉄（東京メトロ）に承継[報道 5]。
  - 5月8日：中野坂上 - 方南町間に可動式ホーム柵（ホームドア）、中野新橋と中野富士見町の2駅に可動ステップを設置[報道 6][79]。
  - 7月31日：分岐線においてワンマン運転開始（線内運転の3両編成列車のみ）[報道 7][79]。
- 2005年（平成17年）
  - 3月：本線6両編成・ワンマン対応改造車運転開始。
  - 9月：可動式ホーム柵設置工事のため、霞ケ関・四ツ谷・新高円寺の各駅で停車位置を変更。
- 2006年（平成18年）4月28日：池袋 - 荻窪間の各駅で可動式ホーム柵設置工事開始。6月から翌2007年9月まで各駅に順次設置。
- 2008年（平成20年）
  - 6月14日：池袋 - 荻窪間の各駅（一部駅を除く）にて車載メロディの使用開始。曲名は、荻窪・中野富士見町方面が「街並みはるか」、池袋方面が「舞フラワー」[80]。ただし混雑時には通常通りブザーを使用する。
  - 12月27日：池袋 - 荻窪間においてATO運転開始[報道 7][79]。
- 2009年（平成21年）3月28日：池袋 - 荻窪間全線でワンマン運転開始[報道 7][79]。
- 2010年（平成22年）
  - 2月16日：02系リニューアル車（大規模改修車）の営業運転開始[報道 8][81]。
  - 5月：分岐線用3両編成列車においてもATO運転開始[79][11]。
- 2012年（平成24年）
  - 8月30日：茗荷谷駅 - 淡路町駅間で携帯電話の利用が可能となる[報道 9]。
  - 11月12日：新中野駅 - 荻窪駅間で携帯電話の利用が可能となる[報道 10]。
  - 11月26日：霞ケ関駅 - 赤坂見附駅間で携帯電話の利用が可能となる[報道 11]。
  - 12月20日：池袋駅 - 茗荷谷駅間と東京駅 - 霞ケ関駅間、中野新橋駅 - 方南町駅間で携帯電話の利用が可能となる[報道 12]。
  - 12月26日：赤坂見附駅 - 新宿御苑前駅間で携帯電話の利用が可能となる[報道 13]。
- 2013年（平成25年）
  - 1月24日：淡路町駅 - 東京駅間で携帯電話の利用が可能となる[報道 14]。
  - 3月21日：新宿御苑前駅 - 新中野駅間と中野新橋駅 - 中野坂上駅間で携帯電話の利用が可能となる[報道 15]。
- 2016年（平成28年）11月：訪日外国人旅行者の利便性向上のため、分岐線の方南町 (m-03)・中野富士見町 (m-04)・中野新橋 (m-05) の各駅について、駅ナンバリングが発音上同一であった本線側の新高円寺 (M-03)・東高円寺 (M-04)・新中野 (M-05) の各駅と自動放送による発音上の区別がつくよう、分岐線の路線記号をm（小文字のエム）からMb（エムビー）に変更[報道 2]。
- 2019年（平成31年・令和元年）
  - 2月23日：2000系営業運転開始[報道 16][新聞 3]。
  - 7月5日：方南町駅のホーム6両化完成に伴い、6両編成での池袋駅 - 方南町駅間の直通運転開始[報道 17]。
- 2020年（令和2年）6月6日：銀座駅と有楽町線銀座一丁目駅との乗り換え業務を開始[報道 18]。
- 2021年（令和3年）3月13日：分岐線（中野坂上駅 - 方南町駅間）の折り返し列車にて朝・夜の一部時間帯で6両編成の運行を開始[82]。
- 2022年（令和4年）
  - 8月27日：分岐線での3両編成（02系80番台）の運行を終了し、全ての列車を6両編成に統一[報道 19]。
  - 11月：四ツ谷駅 - 荻窪駅間で無線式列車制御システム（CBTCシステム）の走行試験を開始[報道 3]。
- 2024年（令和6年）12月7日：全線で無線式列車制御システム（CBTCシステム）を使用開始[報道 1]。

## 建設
本路線は3期に分けて建設が行われ（当初「丸ノ内線」として建設された区間）、第1期は池袋 - 御茶ノ水間（建設キロ：6.6 km）、第2期は御茶ノ水 - 西銀座（現・銀座駅）間（建設キロ：3.4 km）、第3期は西銀座 - 新宿間（建設キロ：6.9 km）である。
丸ノ内線は当初より最混雑時の運転本数を6両編成2分間隔とすることを想定しており、第2期開業時から各駅ホームは6両編成長に対応した120 mの長さで建設した。第1期開業時は4両編成長に対応した80 mで建設し、将来必要になった時点で2両分40 mを延伸可能な構造とした。後述する荻窪線建設と並行して、丸ノ内線第1期区間の6両編成に対応したホーム延伸工事と信号設備の改良が実施された。
電化方式は先に開業していた銀座線に合わせた第三軌条方式を採用することとし、電圧は直流750 Vとすることとしていたが、変電所を銀座線と共用することや、銀座線は車両基地の収容力不足が深刻なことから、銀座線車両を丸ノ内線の車両基地に回送運転することを考慮して、銀座線と同様の直流600 Vを採用することとなった。
本路線のトンネル区間は、ほとんどが開削工法によって建設している。ただし、丸ノ内線第3期区間は軟弱地盤地域を通過することを考慮して、特殊な工法を採用している。
潜函工法（ニューマチック・ケーソン工法）
地上に潜函（ケーソン）を建設し、これを地下に沈下させてトンネルを構築するものである。
- 銀座 - 霞ケ関間のうち、千代田区内幸町の帝国ホテルと東京宝塚ビルに挟まれた道路の延長144 mの区間、長さ28.0 m・幅9.6 m・重量約1,500 tのケーソン5基を沈下
- 前記区間に隣接して日比谷通りの地下を横断する区間・延長44 m、長さ21.0 m・幅10.2 m・重量1,259 tのケーソン2基を沈下（道路覆工下に構築する路下式ケーソン）
- 国会議事堂前 - 赤坂見附間のうち、港区山王下の日枝神社と山王ホテル（現在は山王パークタワー）に挟まれた狭隘な区間・延長約120 m・長さ28.5 - 30.0 mのケーソン4基を沈下。この区間は上下2段構造の赤坂見附駅に近い区間で、潜函は半径160 mの曲線や上下2層構造となっている。

ルーフ・シールド工法
霞ケ関 - 赤坂見附間の231 mほどの区間は日本の地下鉄としては初めてシールド工法で掘削を実施した。日本国内においてルーフ・シールド工法を採用したのは、関門国道トンネルに続いて2番目である。
これは霞ケ関駅の付近のトンネルは約15 mと深く、当時の開削工法では建設が困難であったためである。掘削にあたっては、最初に側壁導坑を築造し、それを土台に半円形のルーフシールドマシンで掘削するものである。この構造は「半円形ルーフ・シールドトンネル」と呼ばれるものであるが、その後は円形シールド工法が主流となったため、この方式による掘削は駅ホーム部で採用例があるのみで、駅間では行われていない。

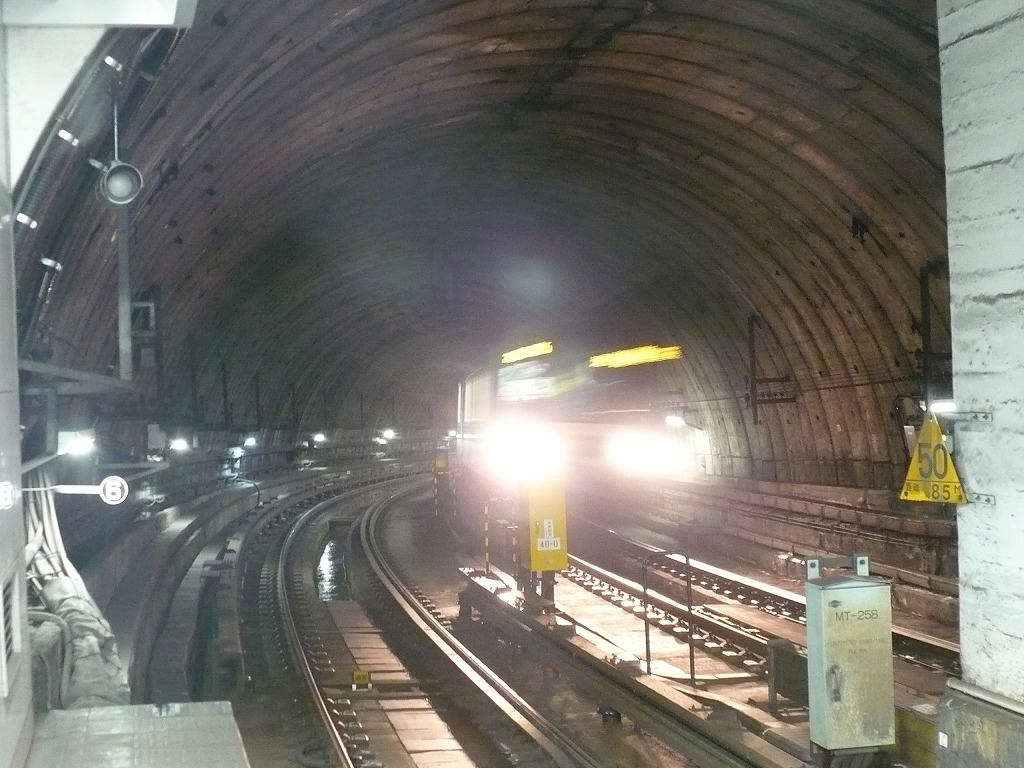
国会議事堂前駅から見た半円形ルーフ・シールドトンネル
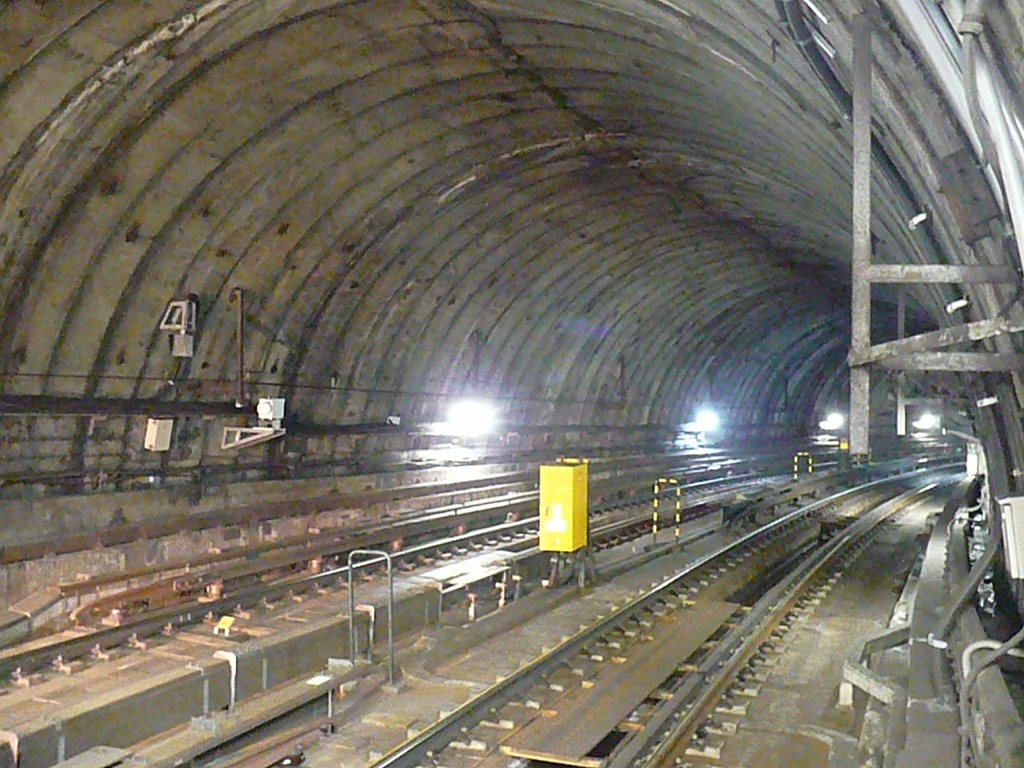
半円形のアーチを描いたトンネルである

### 荻窪線区間
「荻窪線」として建設された区間（新宿 - 荻窪間・中野坂上 - 方南町間）は全区間が開削工法によって建設している。新宿 - 荻窪間は、ほぼ全区間が青梅街道の地下に建設されたが、開業当時は地上の青梅街道を、全く同じルートを取る都電杉並線（14系統）が走っていた。しばらくは両線は併存する形となっていたが、荻窪線全線開業の翌年である1963年（昭和38年）12月に都電杉並線は廃止され、その後地下鉄側に西新宿駅・東高円寺駅が新設されている。
「荻窪線」として開業した区間も、基本的に各駅ホームは6両編成長に対応した120 mの長さで建設した。ただし、新中野駅は地形の関係で140 mの長さ、方南町駅は110 mの長さである。分岐線駅のホームは輸送需要が少ないことから、6両編成長は必要ないとも考えられたが、中野車両基地から入出庫する本線列車が回送として走るのではなく、営業列車として運転できるよう6両編成長を確保したものである。方南町駅ホームは開業当初から6両編成に対応していたが、6両編成の長さ108 mに対して2 mしか余裕距離がなく、実際は6両編成の乗り入れはしなかった。6両編成の運用を可能にするため、2019年に方南町駅のホーム延伸工事が行われ、同年7月より6両編成の乗り入れが開始された。
新宿 - 中野坂上間（当時西新宿駅は未開業）では、荻窪線建設と並行して（厳密には開削トンネルの埋戻し時期）地下鉄トンネルの上に洞道を構築した。新宿駅西口地下には、当時の淀橋浄水場からの送水幹線や各種地下埋設物を収容する「淀橋共同溝」を構築、淀橋浄水場前から淀橋までの延長982 mには東京電力の「東電淀橋洞道」を、淀橋から警視庁中野警察署前までの延長843 mには東京電力、日本電信電話公社（当時）、東京ガスの「三社共同溝」を構築した。

### 特別な工事を行った駅
池袋駅
池袋駅は国鉄池袋駅の中央地下に島式構造のホームを建設する予定であったが、当時国鉄池袋駅の改良計画が進められており、どの様な連絡施設を整えるか構想されていなかったことから、営団地下鉄が単独で恒久的な施設を建設するのは躊躇し、取り敢えず丸ノ内線池袋駅は新大塚駅寄りに仮駅構造で設けられた。将来の本駅への改造を容易にするため、仮駅では延長77 mの板張りの相対式ホームとした。
1958年（昭和33年）10月16日、丸ノ内線池袋本駅の設置に関する営団、国鉄、東武鉄道、西武鉄道の各社間で工事計画に関する協定（池袋駅構内営団線乗入れおよび旅客連絡設備工事誓約書）が成立した。今まで跨線橋によって連絡していた地上への通路を地下コンコースに収容し、さらに東口・西口を結ぶ連絡地下通路を設けることで、大幅な利便性の向上を図ることとなった。同年11月1日に着工した。
1960年（昭和35年）11月5日・6日に池袋仮駅（相対式ホーム）から本駅（現在の島式ホーム）に切り替えを行った。地下通路の整備などを実施し、最終的に1963年（昭和38年）6月5日に池袋本駅の工事が完成した。
赤坂見附駅
赤坂見附駅は東京高速鉄道時代に丸ノ内線の建設を想定して、銀座線とは上下2層構造の同一方向ホームとして建築されていた。
しかし、戦後に改めて丸ノ内線を建設することになると、当時の規格では狭すぎるため、主に丸ノ内線側の構築を改造することとした。ホーム幅員4.85 m、ホーム延長80 mからホーム幅員8 - 11 m、ホーム延長は銀座線側96 m、丸ノ内線側120 mに改築した。丸ノ内線側の旧構築は約1年かけて取り壊し、新構築を施工した。この拡張工事にあたって、下水溝が約120 mに渡って駅構築に支障することから、下水溝の移設作業も同時施工した。
新宿駅
新宿には営団地下鉄が1944年（昭和19年）3月に4号線の路線建設と駅舎建築用地として、東京都から国鉄新宿駅の西側に約3,300 m2の用地を譲り受けていた。しかし、同用地は終戦後の混乱期に乗じて多数の商店等が建築されて、不法に土地占有が行われている状態であった。
営団地下鉄は用地の占有者と土地の明け渡しを求めて交渉していたが、話し合いが難航したことから、営団は1957年（昭和32年）6月に建物の収去と土地の明け渡しを求めて東京地方裁判所（東京地裁）に提訴した。
このうち路線が通過する場所約797 m2については、荻窪線区間の建設にも支障することから、営団は1958年（昭和33年）3月に「建物収去、土地明渡断行の仮処分命令」を東京地裁に申請し、1959年（昭和34年）1月に営団側が勝訴した。
この裁判を契機に話し合いが進み、同年3月7日には裁判上の和解が成立、1961年（昭和36年）3月末までに土地の明け渡しが行われることとなった。この影響で1959年（昭和34年）の開業時に、新宿駅は仮駅構造で開業した。開業時点でのホームは延長95 mを確保し、そのうち新宿三丁目駅寄りの40 mは仮ホームであった。その後、本駅工事が行われ、1960年（昭和35年）11月28日から本駅の使用を開始した。
この場所は新宿地下鉄ビルディング（メトロ食堂街などが入っていたビル）が建っていた場所である。この新宿地下鉄ビルディングは丸ノ内線の直上に建設することから、丸ノ内線のトンネル構築もそれに耐えうる鉄骨鉄筋コンクリート構造と深礎基礎となっている。なお、新宿地下鉄ビルディングは解体され、東京地下鉄と小田急電鉄の共同事業により、小田急百貨店新宿店本館と小田急新宿駅などを一体的に高さ260 m・48階建ての超高層ビルに建て替える計画が進められており、2022年度に着工、2029年度の完成を予定している。

## 運行形態
山手線の新宿駅 - 池袋駅間が開いたU字型の路線のため、山手線内部での比較的短距離の流動が多く、支線以外の路線は山手線と似たダイヤ構成になっており、本線と支線の列車は中野坂上駅で相互連絡するようにダイヤが組まれている。全線を通した所要時分は本線で49分40秒、支線では6分25秒となっている。

### 池袋駅 - 荻窪駅間
平日は新宿駅 - 池袋駅間において、朝夕ラッシュ時約1分半 - 2分間隔（日本一の高密度運転間隔）、日中4分間隔で運行されている。
池袋駅 - 荻窪駅間の直通運転と、池袋駅 - 方南町駅間の支線直通運転を基本とする（日中は概ね30分に1本が池袋駅 - 方南町駅間区間運転）。朝夕と深夜には車両基地への入出庫のため池袋駅 - 茗荷谷駅や中野富士見町駅・新宿三丁目駅・新宿駅・中野坂上駅が始発・終着となる列車が設定されているほか、早朝のみ後楽園駅発池袋駅行きが1本設定されている（前日夜間に方南町駅から後楽園駅北側の留置線まで回送される）。
大晦日から元旦の終夜運転は池袋駅 - 荻窪駅間の全線で実施される。後楽園駅が最寄りの東京ドームでコンサートイベントが行われることから、2010年代前半よりその対応として、一部時間帯で終夜運転列車を増発している。この増発列車の一部は池袋駅 - 銀座駅間の運転であるため、終夜運転実施時の年1回のみではあるが、銀座駅発着が設定されている（銀座駅では非常渡り線を使用して折り返す）。

### 中野坂上駅 - 方南町駅間
平日朝夕ラッシュ時は約4分間隔、日中は6分40秒間隔（うち本線直通30分間隔）で運行されている。
中野坂上駅 - 方南町駅間を往復する列車と池袋駅 - 方南町駅間の本線直通列車が基本的に運転されている。朝夕と深夜には池袋駅 - 中野富士見町駅間の列車、早朝と休日夕方に中野富士見町発方南町行きの列車、入庫の関係で平日終電頃の2本のみ荻窪発中野富士見町行きの列車（中野坂上駅で方向転換を行う）がある。
分岐線では本線との直通列車を除き、銀座線で使われていた100形（1968年5月運用終了）、2000形（1993年7月運用終了）、本線運用から外れた500形（1996年7月運用終了）といったすべて非冷房の中古車両が永らく主力として使用されていた。1996年に登場した02系80番台は、本線とのサービス格差をなくす目的で開業以来初めて分岐線専用に新製された。2022年8月のダイヤ改正より全列車が6両編成に統一され、3両編成の02系80番台は運用を離脱した。

### 運転時分と保安装置
本路線は開業以来、保安装置に打子式ATS装置を使用し、最高速度は65 km/h、1981年（昭和56年）11月以降の全線所要時分は本線49分50秒、分岐線7分00秒で運転されていた。その後、1996年5月の西新宿駅開業時に本線の所要時分は50分40秒に増加した。
そして、1998年（平成10年）3月7日には全線での新CS-ATC化を踏まえたダイヤ改正を実施し、02系統一による車両性能の向上（旧型車両と比較して、02系は30 km/h以上の加速性能が優れている）と曲線および分岐器通過速度の向上、さらに本線の最高速度を75 km/hに向上させ、全線所要時分を本線48分15秒（2分25秒短縮）、分岐線6分20秒（40秒短縮）に短縮した。所要時分の短縮により、車両の運用本数を増やさずに朝ラッシュ時に1本の増発を行っており、1時間あたりの最大運転本数は31本（一部1分50秒、平均1分55秒間隔）から32本（1分50秒）に増発した。
2001年（平成13年）2月には本線において、駅停止精度の向上及び定時運転の確保を図るため、定位置停止装置 (TASC) の使用を開始した。続いて分岐線においても2002年（平成14年）11月からTASCの使用を開始している。
その後、後述するホームドアの設置に伴い全線所要時間に見直しがあり、2007年（平成19年）8月30日のダイヤ改正では1分25秒増加した49分40秒となった。分岐線は6分25秒となっている。

## 車両

### 現在の車両
- 2000系（6両編成）

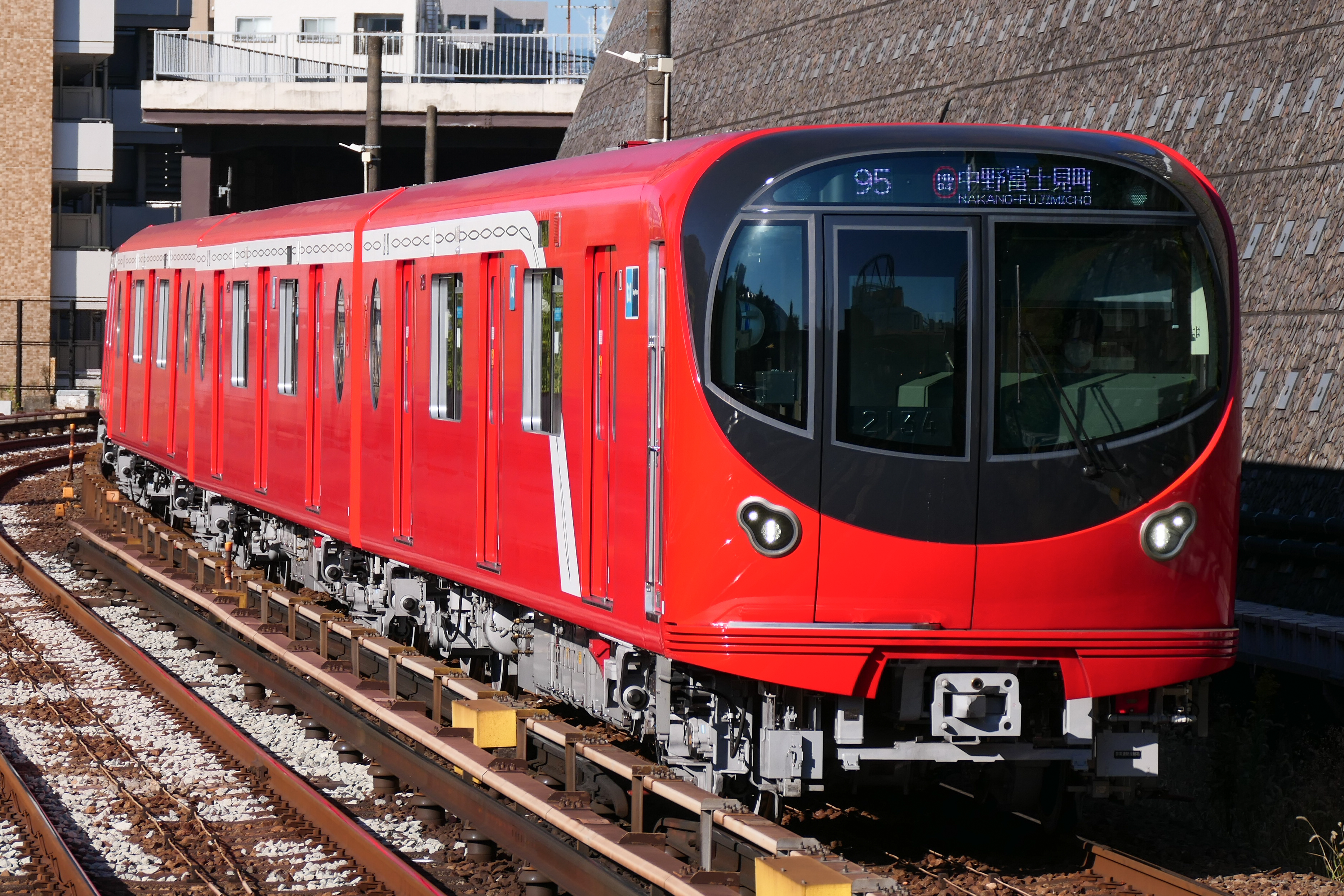
2000系 （2022年11月8日 後楽園駅）

### 過去の車両
- 300形
- 400形
- 500形[報道 21]
- 900形
- 100形（分岐線専用）
- 2000形（分岐線専用）
- 02系80番台（分岐線専用 3両編成）
- 02系（6両編成）

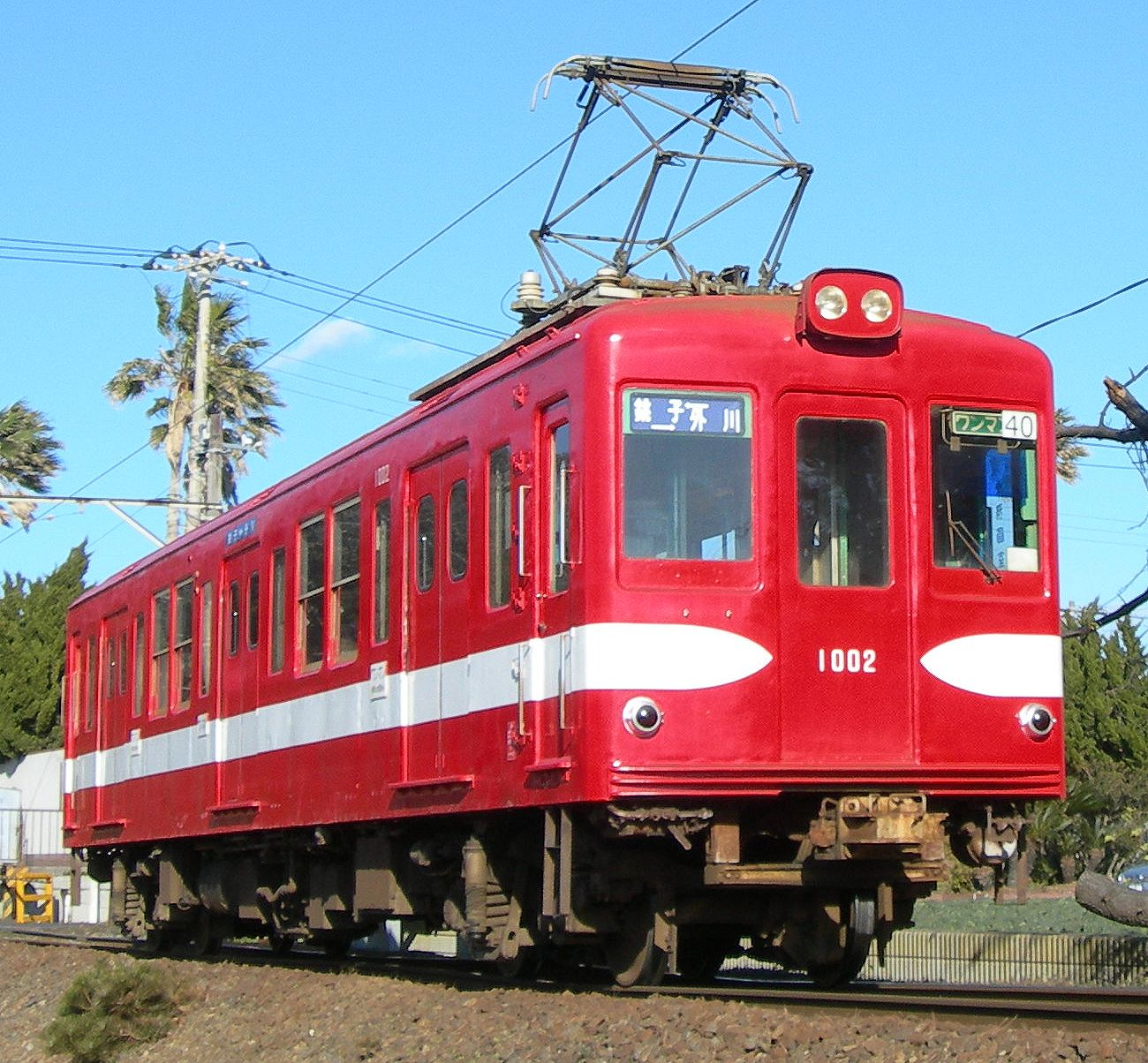
銚子電気鉄道1000形 元は営団2000形で丸ノ内線支線復刻塗装となった。
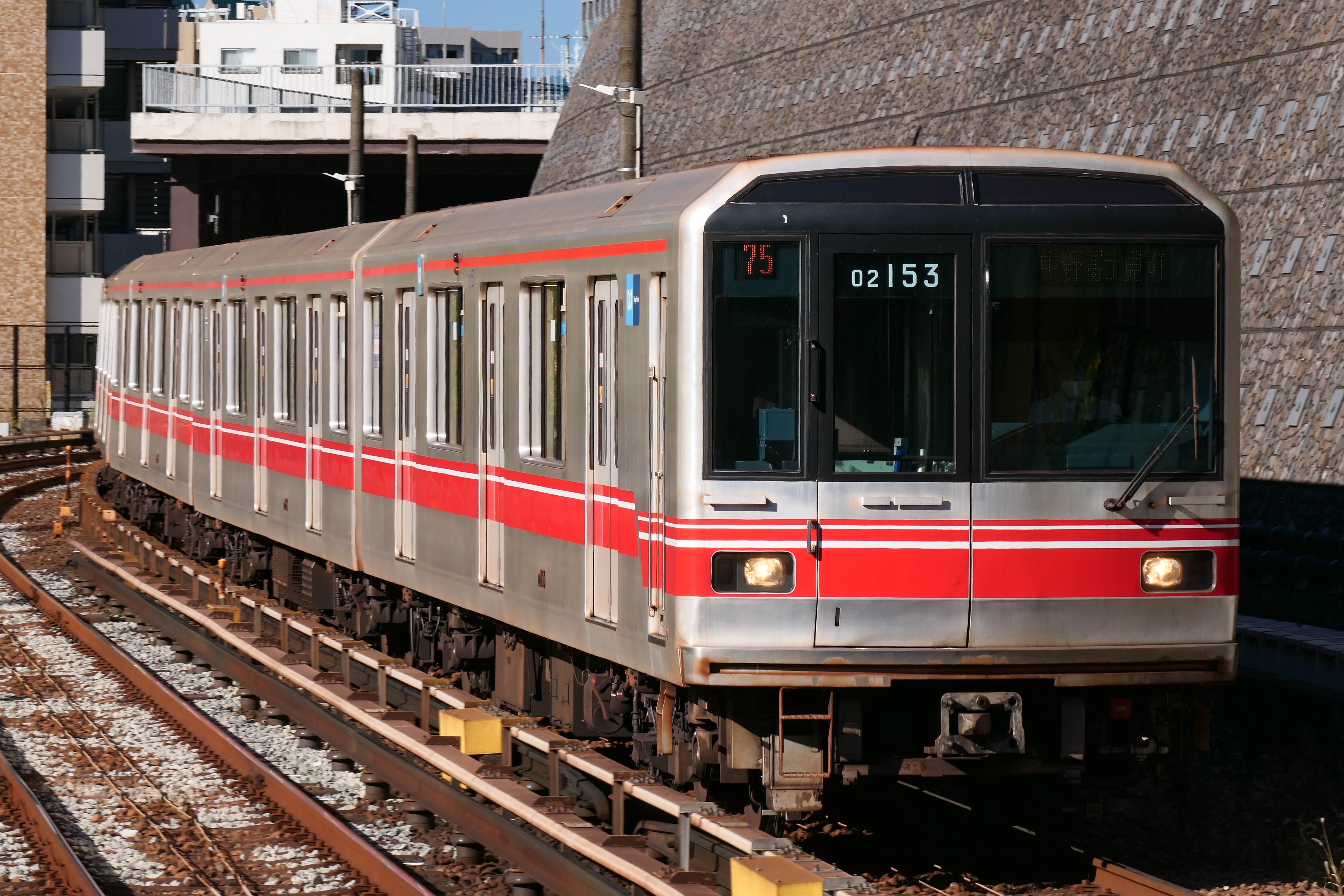
02系（2022年11月16日 / 後楽園駅）

旧型車両の塗色である「スカーレット・メジアム」は当時の鈴木清秀総裁と東義胤運転部・車両部分掌理事が当路線の建設に先立って世界各国を視察した際に、飛行機の中で購入したイギリス製タバコの「ベンソン&ヘッジス」の缶の色に魅せられて決めたものである。

### 1400形
1400形は丸ノ内線用の車両ではないが、最初の開業に向けて銀座線において乗務員および整備担当者の教習に使用され、丸ノ内線の開業に大きな役割を果たした車両である。
丸ノ内線の初期開業に先立って、300形に使用する機器や台車など一式を銀座線用に1400形として2両に新製装備し、1953年（昭和28年）6月より半年間、銀座線上で丸ノ内線運転士の運転技術習得運転（試運転）を実施した。同年8月から11月にかけては車両の整備保守担当者に対しても、保守技術の実習が行われた。丸ノ内線開業後、1400形の機器は300形2両に譲った。

## ワンマン運転とホーム柵の設置
当路線の全駅に可動式ホーム柵（ホームドア）が設置されている。ホーム柵は京三製作所製である。
2004年（平成16年）5月8日に分岐線（中野坂上 - 方南町間）にホーム柵を設置し、同年7月31日には中野坂上 - 方南町間で運行される3両編成の区間列車に限ってワンマン運転を開始した。
池袋 - 荻窪間については、2006年（平成18年）6月の荻窪駅と南阿佐ケ谷駅を皮切りに、翌年9月までに本線全25駅に順次設置され、設置された駅から順次稼動を開始した。ただし、銀座駅と御茶ノ水駅は、一度はホーム柵を設置したものの、車両とホームの隙間を調整する工事を行うこととなったため、正式稼働は2008年（平成20年）3月23日からとなった。
ホーム柵設置当初は、車掌が柵の線路側にあるボタンの操作によりホーム柵の開閉を行い（ホーム柵を開けた後車両のドア開放 閉扉時は逆順）、案内放送に「ホームドアを使用しています」を加えた。2007年（平成19年）12月1日より（御茶ノ水・銀座の両駅は翌年3月23日より）、車両ドアと柵が連動して開閉するようになり、車掌は車両側のドアスイッチのみを操作していた。東京地下鉄では本線へのホーム柵設置について、「乗客の安全性向上のため」との見解を示していた。
本線用車両（6両編成）では2005年（平成17年）2月からホームドア連動・ワンマン運転対応改造を実施してきており、2007年（平成19年）8月までに全編成の対応改造を完了した。この時点でホームドア連動、車上CCTV（ホーム監視用モニター）の設置や自動放送装置・車内表示器の改修などが実施された。
その後、2007年11月から2009年（平成21年）1月かけてATO運転を実施するための改造工事が実施された。そして、ATO対応改造車が出揃った2008年12月27日からはTASC運転からATO運転への切り換えが実施された。その後、2009年3月28日より、丸ノ内線全線でワンマン運転を開始した。この間、2008年6月14日より車載メロディが使用開始された。
この時点でATO運転を開始したのは本線池袋 - 荻窪間全線と分岐線中野坂上 - 中野富士見町間を走行する6両編成列車とされた。その後、2010年（平成22年）5月には中野坂上 - 方南町間を走行する3両編成の区間列車においてもATO運転が開始され、丸ノ内線全線全列車においてATO運転が実施されている。
ワンマン運転開始と同時に車載メロディをわずか1年弱で一旦使用を停止し、池袋 - 荻窪間の各駅にて方面毎別の発車メロディを使用開始したが、この発車メロディはすぐに使用中止となり、再び方面別車載メロディを再開させていた。発車メロディの使用中止となった理由は不明である。2012年（平成24年）2月1日より、再び駅別発車メロディの使用を開始した。ただし、四ツ谷駅と池袋駅では放送装置の改修が追いつかなかったため、2月1日の使用開始後数日で使用が休止したが、3月になってから再度使用開始した。また、ラッシュ時には、今まで通りの車載メロディを使用する。ただし、茗荷谷駅では近隣住民からの苦情により、車載メロディ・発車メロディ共に使用を中止していたが、2009年12月21日より早朝・深夜の時間帯（22:00 - 翌日7:30）をのぞき営団時代からの発車ブザーの使用を再開した（早朝・深夜の時間帯は乗務員からの車内放送あるいは車内自動放送のみ）。これには発車メロディの鳴動システムが流用されており、乗務員が運転台の乗降促進を「車上側」から「ホーム側」に切り替えて操作している。

## 発車メロディ

### 本線
前述の通り、2008年6月14日に車載メロディが、また2009年3月28日からのワンマン運転開始に伴い、茗荷谷駅を除く各駅に従来のブザーに代わり発車メロディ（発車サイン音）が導入されている。全てスイッチの制作で、塩塚博、福嶋尚哉、谷本貴義、松澤健、熊木理砂、三留研介・若林剛太、串田亨の7組が作曲を手掛けた。
曲名はスイッチの音源リストおよび同社が運営する「鉄道モバイル」による。
| 駅名             | 曲名                                            | 曲名                                        |
| 駅名             | A線（荻窪方面）                                 | B線（池袋方面）                             |
| ---------------- | ----------------------------------------------- | ------------------------------------------- |
| 荻窪             |                                                 | 1：星の贈りもの【塩塚】 2：ハート畑【福嶋】 |
| 南阿佐ケ谷       | 1：ひかりの反射【谷本】                         | 2：夢行きステップ【福嶋】                   |
| 新高円寺         | 1：Blue sky【谷本】                             | 2：ハートスタイル【福嶋】                   |
| 東高円寺         | 1：羽根をひろげて【塩塚】                       | 2：駅にサンキュー【福嶋】                   |
| 新中野           | 1：Comical Train【谷本】                        | 2：スイートムーン【福嶋】                   |
| 中野坂上         | 1：Endless Trip【谷本】                         | 3：角を曲がれば【塩塚】                     |
| 西新宿           | 1：ラッキーカード【塩塚】                       | 2：ピアノマン【松澤】                       |
| 新宿             | 1：ミツバチの兄弟【塩塚】                       | 2：きらめく小川【熊木】                     |
| 新宿三丁目       | 1：ステーションベル【福嶋】                     | 2：ひとやすみ【谷本】                       |
| 新宿御苑前       | 1：レインボウ電車【福嶋】                       | 2：駅メモリー【福嶋】                       |
| 四谷三丁目       | 1：トレインライト【福嶋】                       | 2：cielo azur（碧空）【三留・若林】         |
| 四ツ谷           | 1：駅ウォーキング【串田】                       | 2：ヒーリング電車【串田】                   |
| 赤坂見附         | 2：メトロタウン【熊木】                         | 4：レインシャワー【塩塚】                   |
| 国会議事堂前     | 1：ランダムショット【塩塚】                     | 2：東京旅姿【福嶋】                         |
| 霞ケ関           | 1：Tokyo Line【谷本】                           | 2：スマイル電車【福嶋】                     |
| 銀座             | 3：明日の扉【串田】                             | 4：小鳥の行進【塩塚】                       |
| 東京             | 1：らくらく乗降【串田】                         | 2：夢心地【福嶋】                           |
| 大手町           | 1：快適乗降【串田】                             | 2：潤い電車【福嶋】                         |
| 淡路町           | 1：Safety【谷本】                               | 2：駅スイート【福嶋】                       |
| 御茶ノ水         | 1：ハートレール【串田】                         | 2：ジェントルトレイン【福嶋】               |
| 本郷三丁目       | 1：素敵にハート【串田】                         | 2：サニーサイドステーション【福嶋】         |
| 後楽園           | 1：マウンテン【塩塚】                           | 2：サークルゲーム【福嶋】                   |
| 茗荷谷           | 1：（ブザー）                                   | 2：（ブザー）                               |
| 新大塚           | 1：もうすぐ扉が閉まります【谷本】               | 2：ドリーム駅【福嶋】                       |
| 池袋             | 1：フランソワ【塩塚】 2：キラリトレイン【福嶋】 |                                             |
| （車載メロディ） | 街並みはるか【谷本】                            | 舞フラワー【福嶋】                          |

- 上表の数字は各駅の番線、【】内は作曲者を表す。

### 分岐線
方南町駅のホーム6両編成対応化に伴う2019年7月5日のダイヤ改正時に発車メロディが導入されている。全てスイッチの制作で、塩塚と福嶋が作曲を手掛けた。なお、車載メロディは本線と同じ曲を使用する。
| 駅名         | 曲名                         | 曲名                                              |
| 駅名         | A線（方南町方面）            | B線（池袋方面）                                   |
| ------------ | ---------------------------- | ------------------------------------------------- |
| 方南町       |                              | 1：スペシャルゲスト【塩塚】 2：希望の電車【福嶋】 |
| 中野富士見町 | 1：スタイルブック【福嶋】    | 2：コサージュ【福嶋】                             |
| 中野新橋     | 1：落ち葉の舗道【塩塚】      | 2：ロッキンメトロ【塩塚】                         |
| 中野坂上     | 2（1番線側）：ベリル【福嶋】 | 2（3番線側）：ラッキーボーイ【塩塚】              |

- 上表の数字は各駅の番線、【】内は作曲者を表す。

1. ↑  当初は「スペシャルゲスト」（現・方南町駅1番線用）を使用していた。
2. ↑  当初は「希望の電車」（現・方南町駅2番線用）を使用していた。
3. ↑  以前は茗荷谷駅1番線で使用していた。
4. ↑  以前は茗荷谷駅2番線で使用していた。

## 利用状況
2023年（令和5年）度における最混雑区間の混雑率は、A線（新大塚 → 茗荷谷間）で142%、B線（四ツ谷 → 赤坂見附間）で125％である。
A線、B線とも東京駅に向かう区間が最混雑区間となっている。1969年6月2日のダイヤ改正以降、A線の最短運転間隔は1分50秒間隔であった。これは複線で日本一の過密ダイヤによる運行となっていたが、2022年8月27日のダイヤ改正で2分10秒間隔に減便された。
近年の輸送実績を下表に記す。表中、最高値を赤色で、最高値を記録した年度以降の最低値を青色で、最高値を記録した年度以前の最低値を緑色で表記している。
| 年度               | 最混雑区間輸送実績       | 最混雑区間輸送実績       | 最混雑区間輸送実績       | 最混雑区間輸送実績       | 最混雑区間輸送実績         | 最混雑区間輸送実績         | 最混雑区間輸送実績         | 最混雑区間輸送実績         | 特記事項                                              |
| 年度               | A線（新大塚 → 茗荷谷間） | A線（新大塚 → 茗荷谷間） | A線（新大塚 → 茗荷谷間） | A線（新大塚 → 茗荷谷間） | B線（四ツ谷 → 赤坂見附間） | B線（四ツ谷 → 赤坂見附間） | B線（四ツ谷 → 赤坂見附間） | B線（四ツ谷 → 赤坂見附間） | 特記事項                                              |
| 年度               | 運転本数：本             | 輸送力：人               | 輸送量：人               | 混雑率：%                | 運転本数：本               | 輸送力：人                 | 輸送量：人                 | 混雑率：%                  | 特記事項                                              |
| ------------------ | ------------------------ | ------------------------ | ------------------------ | ------------------------ | -------------------------- | -------------------------- | -------------------------- | -------------------------- | ----------------------------------------------------- |
| 1963年（昭和38年） | 29                       | 22,011                   | 42,758                   | 194                      | 29                         | 22,011                     | 43,018                     | 195                        |                                                       |
| 1964年（昭和39年） | 29                       | 22,011                   | 49,728                   | 226                      | 29                         | 22,011                     |                            |                            |                                                       |
| 1965年（昭和40年） | 30                       | 22,194                   | 56,263                   | 254                      | 30                         | 22,194                     | 55,152                     | 248                        |                                                       |
| 1966年（昭和41年） | 30                       | 22,194                   | 52,675                   | 237                      | 30                         | 22,194                     | 52,965                     | 239                        |                                                       |
| 1967年（昭和42年） | 30                       | 22,194                   | 55,186                   | 249                      | 30                         | 22,194                     | 52,955                     | 239                        |                                                       |
| 1968年（昭和43年） | 30                       | 22,194                   | 56,343                   | 254                      | 30                         | 22,194                     | 54,843                     | 247                        |                                                       |
| 1969年（昭和44年） | 31                       | 22,990                   | 61,560                   | 268                      | 30                         | 22,248                     | 57,745                     | 260                        |                                                       |
| 1970年（昭和45年） | 31                       | 22,990                   | 63,673                   | 277                      | 30                         | 22,248                     | 58,433                     | 263                        |                                                       |
| 1971年（昭和46年） | 31                       | 22,990                   | 63,946                   | 278                      | 30                         | 22,248                     | 58,643                     | 264                        |                                                       |
| 1972年（昭和47年） | 31                       | 22,990                   | 58,829                   | 256                      | 30                         | 22,248                     | 56,740                     | 255                        | 1972年10月20日、千代田線霞ケ関駅 - 代々木公園駅間開業 |
| 1973年（昭和48年） | 31                       | 22,990                   | 58,829                   | 256                      | 30                         | 22,248                     | 56,310                     | 253                        |                                                       |
| 1974年（昭和49年） | 31                       | 22,990                   | 56,719                   | 247                      | 30                         | 22,248                     | 54,536                     | 245                        | 1974年10月30日、有楽町線池袋駅 - 銀座一丁目駅間開業   |
| 1975年（昭和50年） | 31                       | 22,990                   | 51,082                   | 222                      | 30                         | 22,248                     | 52,104                     | 234                        |                                                       |
| 1976年（昭和51年） | 31                       | 22,990                   | 50,460                   | 219                      | 30                         | 22,248                     | 51,729                     | 234                        |                                                       |
| 1977年（昭和52年） | 31                       | 22,990                   | 52,597                   | 229                      | 30                         | 22,248                     | 51,307                     | 233                        |                                                       |
| 1978年（昭和53年） | 31                       | 22,990                   | 49,449                   | 215                      | 30                         | 22,248                     | 47,362                     | 213                        |                                                       |
| 1979年（昭和54年） | 31                       | 22,990                   | 49,175                   | 214                      | 30                         | 22,248                     | 46,160                     | 207                        |                                                       |
| 1980年（昭和55年） | 31                       | 22,990                   | 46,265                   | 201                      | 30                         | 22,248                     | 43,811                     | 197                        |                                                       |
| 1981年（昭和56年） | 31                       | 22,990                   | 49,146                   | 214                      | 30                         | 22,248                     | 45,277                     | 204                        |                                                       |
| 1982年（昭和57年） | 31                       | 22,990                   | 50,827                   | 221                      | 30                         | 22,248                     | 44,917                     | 202                        |                                                       |
| 1983年（昭和58年） | 31                       | 22,990                   | 46,843                   | 204                      | 30                         | 22,248                     | 45,400                     | 204                        |                                                       |
| 1984年（昭和59年） | 31                       | 22,990                   | 44,248                   | 192                      | 30                         | 22,248                     | 43,159                     | 194                        |                                                       |
| 1985年（昭和60年） | 31                       | 22,990                   | 49,665                   | 216                      | 30                         | 22,248                     | 43,659                     | 197                        |                                                       |
| 1986年（昭和61年） | 31                       | 22,990                   | 50,131                   | 218                      | 30                         | 22,248                     | 44,155                     | 198                        |                                                       |
| 1987年（昭和62年） | 31                       | 22,990                   | 48,317                   | 210                      | 30                         | 22,248                     | 42,678                     | 192                        |                                                       |
| 1988年（昭和63年） | 31                       | 22,990                   | 50,197                   | 218                      | 30                         | 22,248                     | 41,780                     | 188                        |                                                       |
| 1989年（平成元年） | 31                       | 22,990                   | 50,205                   | 218                      | 30                         | 22,248                     | 39,997                     | 180                        |                                                       |
| 1990年（平成02年） | 31                       | 22,990                   | 49,722                   | 216                      | 30                         | 22,248                     | 43,280                     | 195                        |                                                       |
| 1991年（平成03年） | 31                       | 22,990                   | 46,785                   | 204                      | 30                         | 22,248                     | 42,684                     | 192                        |                                                       |
| 1992年（平成04年） | 31                       | 22,990                   | 46,581                   | 203                      | 30                         | 22,248                     | 38,203                     | 172                        |                                                       |
| 1993年（平成05年） | 31                       | 22,990                   | 45,310                   | 197                      | 30                         | 22,248                     | 36,295                     | 163                        |                                                       |
| 1994年（平成06年） | 31                       | 22,990                   | 44,174                   | 192                      | 30                         | 22,248                     | 35,961                     | 162                        |                                                       |
| 1995年（平成07年） | 31                       | 22,990                   | 43,450                   | 189                      | 30                         | 22,248                     | 35,434                     | 159                        | 1996年3月26日、南北線四ツ谷駅 - 駒込駅間開業          |
| 1996年（平成08年） | 31                       | 22,990                   | 42,067                   | 183                      | 30                         | 22,248                     | 35,144                     | 158                        |                                                       |
| 1997年（平成09年） | 31                       | 22,990                   | 41,136                   | 179                      | 30                         | 22,248                     | 34,648                     | 156                        | 1997年9月30日、南北線溜池山王駅 - 四ツ谷駅間開業      |
| 1998年（平成10年） | 32                       | 23,731                   | 40,170                   | 169                      | 30                         | 22,248                     | 34,370                     | 154                        |                                                       |
| 1999年（平成11年） | 32                       | 23,731                   | 38,678                   | 163                      | 30                         | 22,248                     | 33,789                     | 152                        |                                                       |
| 2000年（平成12年） | 32                       | 23,731                   | 38,043                   | 160                      | 30                         | 22,248                     | 33,267                     | 150                        |                                                       |
| 2001年（平成13年） | 32                       | 23,731                   |                          | 158                      | 30                         | 22,248                     |                            |                            |                                                       |
| 2002年（平成14年） | 32                       | 23,731                   | 37,185                   | 157                      | 30                         | 22,248                     | 31,294                     | 141                        |                                                       |
| 2003年（平成15年） | 32                       | 23,731                   | 37,000                   | 156                      | 30                         | 22,248                     | 31,122                     | 140                        |                                                       |
| 2004年（平成16年） | 32                       | 23,731                   |                          | 155                      | 30                         | 22,248                     |                            |                            |                                                       |
| 2005年（平成17年） | 32                       | 23,731                   |                          | 156                      | 30                         | 22,248                     |                            |                            |                                                       |
| 2006年（平成18年） | 32                       | 23,731                   | 37,120                   | 156                      | 30                         | 22,248                     | 30,892                     | 139                        |                                                       |
| 2007年（平成19年） | 32                       | 23,731                   | 37,690                   | 159                      | 30                         | 22,248                     | 31,744                     | 143                        |                                                       |
| 2008年（平成20年） | 32                       | 23,731                   | 37,250                   | 157                      | 30                         | 22,248                     |                            |                            |                                                       |
| 2009年（平成21年） | 32                       | 23,731                   | 37,240                   | 157                      | 30                         | 22,248                     | 30,722                     | 138                        |                                                       |
| 2010年（平成22年） | 32                       | 23,731                   | 36,335                   | 153                      | 30                         | 22,248                     | 31,200                     | 140                        |                                                       |
| 2011年（平成23年） | 32                       | 23,731                   | 36,099                   | 152                      | 30                         | 22,248                     | 30,643                     | 138                        |                                                       |
| 2012年（平成24年） | 32                       | 23,731                   | 36,541                   | 154                      | 30                         | 22,248                     | 33,656                     | 151                        |                                                       |
| 2013年（平成25年） | 32                       | 23,731                   | 37,225                   | 157                      | 30                         | 22,248                     | 35,267                     | 159                        |                                                       |
| 2014年（平成26年） | 32                       | 23,731                   | 37,680                   | 159                      | 30                         | 22,248                     | 35,616                     | 160                        |                                                       |
| 2015年（平成27年） | 32                       | 23,731                   | 38,051                   | 160                      | 30                         | 22,248                     | 34,920                     | 157                        |                                                       |
| 2016年（平成28年） | 32                       | 23,731                   | 38,129                   | 161                      | 30                         | 22,248                     | 36,722                     | 165                        |                                                       |
| 2017年（平成29年） | 31                       | 22,989                   | 37,859                   | 165                      | 30                         | 22,248                     | 36,171                     | 163                        |                                                       |
| 2018年（平成30年） | 31                       | 22,989                   | 38,815                   | 169                      | 30                         | 22,248                     | 36,722                     | 165                        |                                                       |
| 2019年（令和元年） | 31                       | 24,552                   | 39,049                   | 159                      | 30                         | 23,760                     | 37,651                     | 158                        |                                                       |
| 2020年（令和02年） | 31                       | 24,552                   | 24,893                   | 101                      | 30                         | 23,760                     | 22,891                     | 96                         |                                                       |
| 2021年（令和03年） | 31                       | 24,552                   | 26,665                   | 109                      | 30                         | 23,760                     | 22,733                     | 96                         |                                                       |
| 2022年（令和04年） | 28                       | 22,176                   | 28,385                   | 128                      | 29                         | 22,968                     | 25,724                     | 112                        |                                                       |
| 2023年（令和05年） | 28                       | 22,176                   | 31,490                   | 142                      | 29                         | 22,968                     | 28,710                     | 125                        |                                                       |

## 駅一覧
- 駅番号はB線方向（荻窪から池袋の方向）に増加。正式には池袋起点だが、駅番号の若い荻窪側から記す。
- 全駅東京都内に所在。
- 四ツ谷駅と後楽園駅の2駅は地上駅で、ほかの駅はすべて地下駅となっている。（茗荷谷駅も地下駅だが、ホームの一部は地上部分に位置している。）

### 本線
| 駅番号 | 駅名                        | 駅間キロ | 累計キロ | 接続路線・備考 | 所在地   |
| ------ | --------------------------- | -------- | -------- | --- | -------- |
| M-01   | 荻窪駅                      | -        | 0.0      | 東日本旅客鉄道： 中央線（快速） (JC 09)・ 中央・総武線（各駅停車） (JB 04) | 杉並区   |
| M-02   | 南阿佐ケ谷駅                | 1.5      | 1.5      | | 杉並区   |
| M-03   | 新高円寺駅                  | 1.2      | 2.7      | | 杉並区   |
| M-04   | 東高円寺駅                  | 0.9      | 3.6      | | 杉並区   |
| M-05   | 新中野駅                    | 1.0      | 4.6      | | 中野区   |
| M-06   | 中野坂上駅                  | 1.1      | 5.7      | 東京地下鉄： 丸ノ内線分岐線（一部直通運転あり） 都営地下鉄： 大江戸線 (E-30) | 中野区   |
| M-07   | 西新宿駅 （東京医大病院前） | 1.1      | 6.8      | | 新宿区   |
| M-08   | 新宿駅                      | 0.8      | 7.6      | 都営地下鉄： 大江戸線 (新宿西口駅：E-01) 東日本旅客鉄道： 埼京線 (JA 11)・ 湘南新宿ライン (JS 20) ・ 中央線（快速） (JC 05)・ 中央・総武線（各駅停車） (JB 10)・ 山手線 (JY 17) 京王電鉄： 京王線・ 京王新線 (KO01) 小田急電鉄： 小田原線 (OH01) 西武鉄道： 新宿線 (西武新宿駅：SS01)                         | 新宿区   |
| M-09   | 新宿三丁目駅 （伊勢丹前）   | 0.3      | 7.9      | 東京地下鉄： 副都心線 (F-13) 都営地下鉄： 新宿線 (S-02) | 新宿区   |
| M-10   | 新宿御苑前駅                | 0.7      | 8.6      | | 新宿区   |
| M-11   | 四谷三丁目駅                | 0.9      | 9.5      | | 新宿区   |
| M-12   | 四ツ谷駅                    | 1.0      | 10.5     | 東京地下鉄： 南北線 (N-08) 東日本旅客鉄道： 中央線（快速） (JC 04)・ 中央・総武線（各駅停車） (JB 14) | 新宿区   |
| M-13   | 赤坂見附駅                  | 1.3      | 11.8     | 東京地下鉄： 銀座線 (G-05)・ 有楽町線 (永田町駅：Y-16)・ 半蔵門線 (永田町駅：Z-04)・ 南北線 (永田町駅：N-07) | 港区     |
| M-14   | 国会議事堂前駅              | 0.9      | 12.7     | 東京地下鉄： 千代田線 (C-07)・ 銀座線 (溜池山王駅：G-06)・ 南北線 (溜池山王駅：N-06) | 千代田区 |
| M-15   | 霞ケ関駅                    | 0.7      | 13.4     | 東京地下鉄： 日比谷線 (H-07)・ 千代田線 (C-08) | 千代田区 |
| M-16   | 銀座駅                      | 1.0      | 14.4     | 東京地下鉄： 銀座線 (G-09)・ 日比谷線 (H-09)、 有楽町線 (銀座一丁目駅：Y-19) 地下通路で東銀座駅・日比谷駅・有楽町駅に連絡 | 中央区   |
| M-17   | 東京駅                      | 1.1      | 15.5     | 東日本旅客鉄道： 東北新幹線・北海道新幹線・山形新幹線・秋田新幹線・上越新幹線・北陸新幹線 ・ 中央線 (JC 01)・ 山手線 (JY 01)・ 京浜東北線 (JK 26) ・ 東海道線 (JT 01)・ 上野東京ライン (JU 01) ・ 横須賀・総武快速線(JO 19)・ 京葉線 (JE 01) 東海旅客鉄道： 東海道新幹線 地下通路で大手町駅・二重橋前駅に連絡 | 千代田区 |
| M-18   | 大手町駅 （サンケイ前）     | 0.6      | 16.1     | 東京地下鉄： 東西線 (T-09) ・ 千代田線 (C-11) ・ 半蔵門線 (Z-08) 都営地下鉄： 三田線 (I-09) | 千代田区 |
| M-19   | 淡路町駅                    | 0.9      | 17.0     | 東京地下鉄： 千代田線 (新御茶ノ水駅：C-12) 都営地下鉄： 新宿線 (小川町駅：S-07) | 千代田区 |
| M-20   | 御茶ノ水駅                  | 0.8      | 17.8     | 東日本旅客鉄道： 中央線（快速） (JC 03)・ 中央・総武線（各駅停車） (JB 18) | 文京区   |
| M-21   | 本郷三丁目駅                | 0.8      | 18.6     | 都営地下鉄： 大江戸線 (E-08) | 文京区   |
| M-22   | 後楽園駅                    | 0.8      | 19.4     | 東京地下鉄： 南北線 (N-11) 都営地下鉄： 三田線 (春日駅：I-12)・ 大江戸線 (春日駅：E-07) | 文京区   |
| M-23   | 茗荷谷駅                    | 1.8      | 21.2     | | 文京区   |
| M-24   | 新大塚駅                    | 1.2      | 22.4     | | 文京区   |
| M-25   | 池袋駅                      | 1.8      | 24.2     | 東京地下鉄： 有楽町線 (Y-09) ・ 副都心線 (F-09) 東日本旅客鉄道： 埼京線 (JA 12)・ 湘南新宿ライン (JS 21)・ 山手線 (JY 13) 東武鉄道： 東上線 (TJ-01) 西武鉄道： 池袋線 (SI01) | 豊島区   |

1. ↑  都営新宿線・都営大江戸線の新宿駅とは連絡業務を行っていない。
2. ↑  2020年6月6日から乗換駅指定[報道 18]。
3. 1 2  連絡業務は行っていない。

- 四ツ谷駅 - 霞ケ関駅間は当線経由の定期券で複数の異経路乗車が可能である。詳細は東京地下鉄#運賃を参照。

### 分岐線
| 駅番号 | 駅名           | 駅間キロ | 累計キロ | 接続路線・備考                                                                         | 所在地 |
| ------ | -------------- | -------- | -------- | -------------------------------------------------------------------------------------- | ------ |
| Mb-03  | 方南町駅       | -        | 0.0      |                                                                                        | 杉並区 |
| Mb-04  | 中野富士見町駅 | 1.3      | 1.3      |                                                                                        | 中野区 |
| Mb-05  | 中野新橋駅     | 0.6      | 1.9      |                                                                                        | 中野区 |
| M-06   | 中野坂上駅     | 1.3      | 3.2      | 東京地下鉄： 丸ノ内線（池袋方面・荻窪方面、直通運転あり） 都営地下鉄： 大江戸線 (E-30) | 中野区 |

## その他
池袋 - 御茶ノ水間が開業した1954年（昭和29年）1月20日当日の池袋駅は見物目的の客が多数押し寄せて大変な混雑となり、営団地下鉄側が臨時出札口を設けて対応にあたるほどで午前10時の時点で池袋駅から乗車した者の数は1万5千人を越えていた。またこの日、神田の商店連合会ではその開通を祝って花火を打ち上げたり神田川に屋形船を運航させたりして大騒ぎだったと当時の新聞に掲載されている。
『東京地下鉄道丸ノ内線建設史』によると、四ツ谷 - 赤坂見附の設計図には、カーブの半径が「182.11」と記載されている。この数値を戦前のヤード・ポンド法に換算すると、ちょうど200ヤードになる。この区間は戦時中の1942年に建設が開始されている（メートル法表記採用は戦後から）。
他の東京メトロ路線では、駅ホームでの接近放送はすべて「まもなく」が文頭に来るが、当路線では「お待たせ致しました」を文頭にした、旧型の接近自動放送が2019年まで使用されていた。またJR線接続駅のうち池袋、御茶ノ水、荻窪で、「国鉄線」を「○○線」と各路線名に言い換えた国鉄分割民営化当初の台詞を、2019年の更新（後述）まで継続していた。
新宿駅 - 新宿三丁目駅は駅間が300 mしかなく、東京メトロの中で一番駅間が短い区間である。
東京都は「広域交通ネットワーク計画について」において、丸ノ内線の方南町以西から西武多摩川線を越えた府中市付近までの延伸構想を記載している。この路線の収支採算性と費用便益比（B/C）の分析の結果、「累積資金収支黒字転換年が41年以上又は累積資金収支が黒字に転換しない」かつ「B/Cが1.0未満」になったとしている。また三鷹市は「第3次三鷹市基本計画」において、この延伸構想と同様の「東八道路への地下鉄導入」を要望していた。

## 今後の予定
- 銀座線とともに、走行安定性向上のため第三軌条に給電する標準電圧を600 Vから750 Vに昇圧することが2016年に発表された。具体的な実施時期は示されていない[116]。